# Saint Seiya: Saintia Sho
Saint Seiya: Saintia Shō (聖闘士星矢・セインティア翔 Seinto Seiya Seintia Shō?) es un manga spin-off de tipo Shonen escrito e ilustrado por Chimaki Kuori basado en la obra creada por Masami Kurumada, Saint Seiya, también conocida como Los Caballeros del Zodiaco.
La historia gira en torno a una joven llamada Shōko quien busca a su hermana a la que no ve desde hace tiempo, pero por azares del destino, acabará convirtiéndose en la Santo de bronce de Equuleus al servicio de Saori Kido quien es la reencarnación de la diosa griega Atenea en la Tierra con quien deberá luchar, junto a otros Santos de Atenea, contra las fuerzas del mal. 
Kuori es conocida por su trabajo en la adaptación de otro manga shōnen spin-off del universo Gundam (Mobile Suit Gundam SEED Destiny: The Edge) y por el manga de temática shōjo Kimi no Kaeru Basho. La salida de "Saintia Sho" fue programado para septiembre de 2013, su prólogo se presentó en la edición de dicho mes en la revista Champion Red de la editorial japonesa Akita Shoten. La serie sustituyó a otro manga spin-off de la misma franquicia, Saint Seiya Episodio G, escrito e ilustrado por Megumu Okada por encargo de Masami Kurumada.

## Argumento
Saintia Shō cuenta la historia de una muchacha llamada Shōko, quien de pequeña fue rescatada por un Santo de Oro de unos seres malignos cuando ésta encontró una manzana dorada. En el presente, Shōko decide buscar a su hermana Kyōko a la que no ha visto durante cinco años. Shōko sabe que la fundación Graude fue la que se llevó a su hermana por lo que decide buscar a la actual jefa de dicha fundación, Saori Kido quien asiste a la misma escuela que ella. En medio de su búsqueda es atacada por un ser maligno que trata de secuestrarla hasta que es rescatada por su hermana Kyōko. Ésta le revela que se ha convertido en una Saintia, un Santo femenino protector de la diosa Athena reencarnada precisamente en la figura de Saori. Más adelante se revela que los seres malignos que han atacado a Shōko son espíritus malvados llamados Dryades quienes están al servicio de diosa griega Eris de la discordia, antigua enemiga de Athena desde la era mitológica y principal antagonista del manga. Eris desea atrapar a Shōko para apoderarse de su cuerpo. Sin embargo la Saintia Kyōko decide tomar el lugar de su hermana para poder protegerla. Saori consuela a Shōko prometiéndole que salvarán a su hermana, mas esta le pide que le permita reemplazar a su hermana como Saintia y ayudarle a combatir a las fuerzas del mal.
Paralelamente, el Santo de Oro, Saga de Géminis, ha tomado control del Santuario de Athena haciéndose pasar como el gran maestro. Saga al descubrir la existencia de Saori Kido y sabiendo la amenaza que esta constituye a su dominio, emplea a los Santos de plata y Oro que son leales a él para terminar con la vida de Saori, así como para recuperar la armadura de Sagitario y a la diosa Nike y de esa manera, poder dominar finalmente al mundo.

### Temática de la obra
Saint Seiya: Saintia Sho sigue la trama central de la obra original de Kurumada y sus derivados: Athena, la diosa griega de la guerra y la justicia, regresa al mundo cuando las fuerzas del mal amenazan a la humanidad, por lo que junto a su ejército de guerreros conocidos con el nombre de Santos, libran batallas para proteger la tierra de los peligros que la amenazan, combatiendo contra otras divinidades antagónicas que buscan conquistar o destruir a la humanidad.
La obra presenta una nueva clase de santos femeninos conocidos con el nombre de Saintias (セインティア Seintia?), una clase distinta a los santos femeninos (女圣闘士 Onna Seinto?) de la obra original de Kurumada. Las Saintias son doncellas personales de Athena que, y a diferencia de aquellas, están excluidas de la obligación de llevar máscara. 
Además de las Saintias, se intorducen nuevos villanos como las Dryades (ドリアード Doriādo?) las cuales son espíritus malignos sobrenaturales, hijos y servidores de la diosa Eris quienes buscan un cuerpo con una gran fuerza vital para poder albergar el espíritu de su diosa, al principio muestran interés en Shōko, pero acaban tomando el cuerpo de Kyōko cuando esta decide sacrificarse por su hermana. También se presentan a los Ghost (邪霊士 Gōsuto?, lit.Fantasmas) como lo son Toki y Rigel de Orión quienes fueron seres vivos pero que ahora sirven a Eris. 
Los acontecimientos principales del manga tienen lugar aproximadamente en el intervalo comprendido entre el primer arco de la Saga del Santuario y el final de la batalla de las doce casas. De hecho, en los primeros capítulos de la obra, se sitúan cronológicamente en el período en el que se desarrolla el Torneo Galáctico o Galaxian Wars, siendo Shoko testigo de algunos eventos del manga original como la batalla entre Seiya y Shiryu, el robo de las armaduras de Sagitario, y el cruce de las doce casas realizado por lo Santos de bronce.

## Personajes
Saint Seiya: Saintia Shō introduce nuevos personajes, en su mayoría femeninos, al universo de Saint Seiya, pero también utiliza personajes del manga original y Next Dimension de Masami Kurumada.

### Diosa
- Saori Kido (城戸沙織（きどさおり） Kido Saori?)

Nieta heredera de Mitsumasa Kido y de la Fundación Graude. Es la reencarnación actual de la diosa Athena (女神 Athena?). Intenta hacer realidad el deseo de su abuelo fallecido Mitsumasa Kido, el cual es organizar un torneo Galáctico entre Santos que y que se convertirá en el torneo de lucha más grande de todos los tiempos. En Saintia Shō asiste a la misma academia que Shōko a pesar de no necesitarlo, cuando esta es atacada por los sirvientes de Eris, Saori decide poner a Shōko bajo su protección, incluso le permite formar parte de las Saintia aunque esta debe someterse a un duro entrenamiento. Más adelante ayuda a Shōko a derrotar a Eris en la batalla que tienen en el templo de esta. Una vez derrotada Saori le pide a Shōko que siga con su vida pero sin éxito. A partir de ese momento, empieza su batalla en contra del Santuario siguiendo la misma línea que el manga original hasta ser atacada por la flecha maligna y estar 12 horas al borde de la muerte, aunque logra ser salvada por Seiya de Pegaso. 

#### Saintias
- Shoko de Equuleus o Caballo Menor (小马座(エクレウス)の翔子 Ekureusu no Shoko?)

Protagonista principal de la obra. Shōko (翔子, shōko) es una estudiante normal de secundaria que vive con su padre. al principio del manga, busca a su hermana Kyōko, a la que no ve desde hace cinco años, en la búsqueda de Kyōko es atacada por seres malignos pero es rescata precisamente por su hermana, más adelante, Shōko se encuentra con Saori Kido, quien le revela la existencia de los Santos de Atenea, así como la razón por lo que la fundación Graude se llevó a su hermana quien en todo ese tiempo, ha ejercido como Saintia al servicio de Saori como reencarnación de Athena en la tierra. Debido al sacrificio de su hermana, Shōko le pide a Saori reemplazar a su hermana, desde ese momento comienza un arduo entrenamiento para convertirse en Saintia y ser merecedora de portar la armadura de Equuleus.
- Kyōko de Equuleus o Caballo Menor (小马座(エクレウス)の響子 Ekureusu no Kyōko?)

Hermana mayor de Shōko y anterior portadora de la armadura de Equuleus, fue elegida por la fundación Graude para recibir una beca estudiantil y formar parte de un programa especial exclusivo en el cual se convierte en una Saintia protectora de la diosa Athena. Vuelve a encontrarse con su hermana Shōko, cuando la rescata de las servidoras de Eris, Kyōko le cuenta todo a su hermana y muestra su felicidad al estar con ella de nuevo, pero esta no dura mucho cuando se da cuenta de la importancia que tiene Shōko para la diosa maligna por lo que la reemplaza como recipiente para el alma de Eris desapareciendo en el acto. Shōko decide tomar su lugar como Saintia de Equuelus. Más adelante se descubre que su cuerpo está encerrado en el templo de Eris, esperando el despertar de esta.
- Mii de Delphinus o Delfín (いるか座(ドルフィン)の美衣 Dorufin ningún Mii?)

Su verdadero nombre es Alicia Mii Benethol (アリシア· ·美衣ベネトール Arishia Mii Benetōru?). una nacionalidad originaria de Bélgica. Es la secretaria personal de Saori Kido, además de ser la portadora de la armadura de Delphinus. Es muy hermosa y de personalidad amable pero puede ser muy aguerrida si se lo propone, le enseña a Shōko los conceptos básicos del Cosmos así como los pasos a seguir para ser una Saintia. Defiende la mansión Kido cuando esta es atacada por los Dryades luchando contra Emony.
- Xiaoling de Ursa Minor u Osa Menor (小熊座（こぐまざ）のしゃおりん  Kogumaza no Shaorin?)

Su nombre completo es Ling Xiaoling ((星 暁鈴（シン シャオリン) Shin Shaorin?). Es una Singapurense saintia novata que acaba de recibir su armadura en la Academia Sagrada, tiene una personalidad inocente y puede ser un poco ingenua, por ejemplo, al atacar a Tatsumi sospechando que es un enemigo de Athena. Cuando Katya llega desde el Santuario, Xiaoling trata de enfrentarla pero la Saintia de la Corona Boreal la derrota fácilmente. Más adelante se somete al mismo entrenamiento que Shōko y Mii con Marin de Águila. 
- Katya de Corona Borealis o Corona Boreal ( 冠座（かんむりざ）のカティア  Kanmuriza no Katya?)

Ucraniano Saintia que entrenó con las demás para convertirse en una Saintia, pero al contrario del resto de Saintias no reconoce a Saori como la reencarnación de Athena, siendo fiel al Maestro del Santuario. Por lo tanto, Saga la envía junto con Juan del escudo y George de la Cruz del sur a Japón para matar a Saori, una vez allí, se enfrenta a sus excompañeras a quienes derrota, pero es detenida por Mayura, quien en ese momento se revela como la santa de Pavo Real, Mayura logra derrotar a Katya y le hace ver la verdad sobre el maestro del santuario y sobre Saori.
- Erda de Cassiopea ((カシオペア座のエルダ   Kashiopea no Eruda?)

Última Chile Saintia en unirse al grupo. Fue la única que sobrevivió a la destrucción de la Saint's Academy perpetrado por Máscara de la Muerte de Cáncer, con el fin de salir de la última se le aparece Eris amplificando el deseo de venganza de la joven Saintia.

Tanto en el manga original como en Saintia Sho, las Constelaciones tienen un papel muy importante. La imagen muestra la Constelación de Equuleus que perteneció a Kyōko y que ahora pertenece a su hermana Shōko.
Constelación del Delfín, perteneciente a Mii.
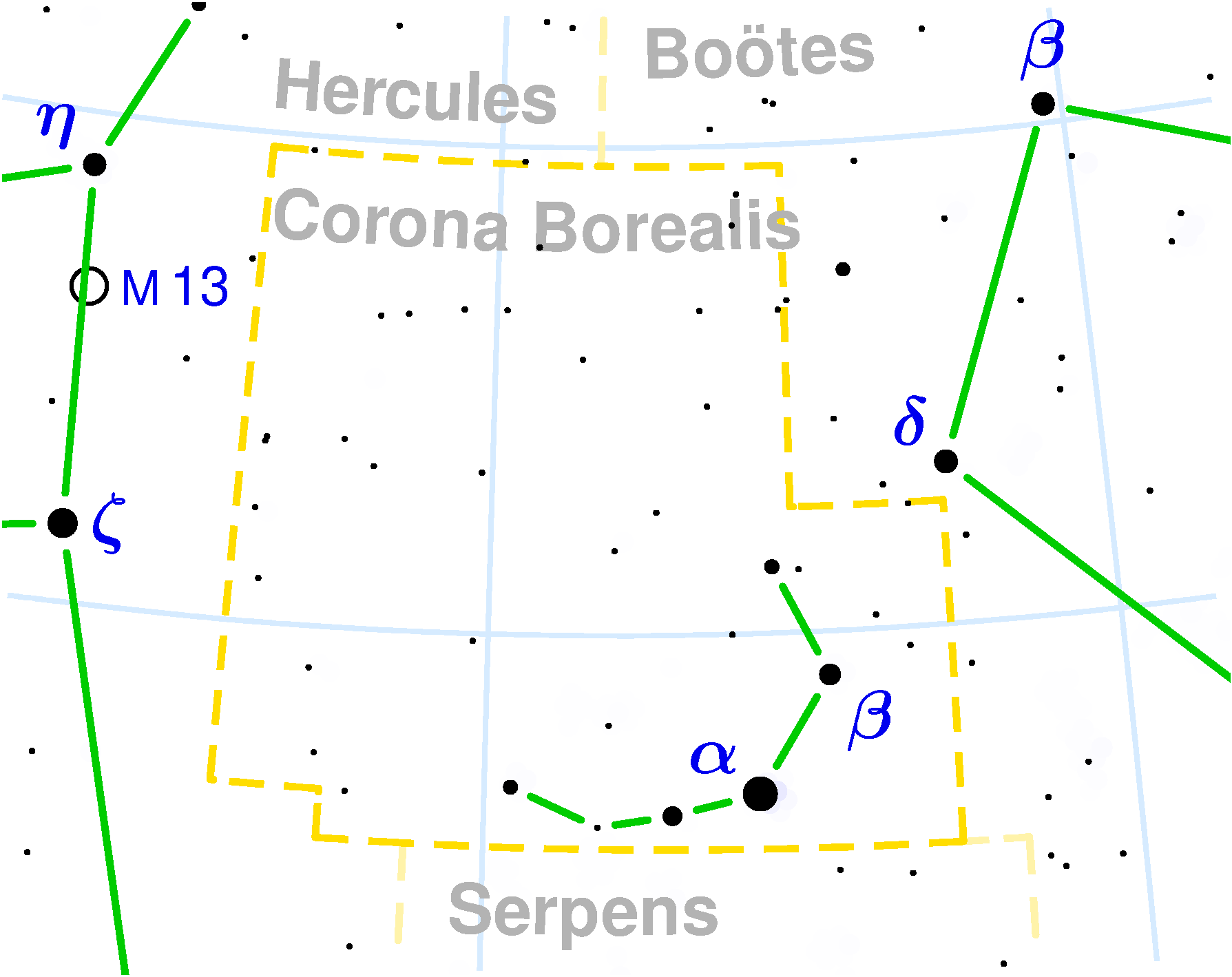
Constelación de la Corona Boreal, perteneciente a Katya.
Constelación de la Osa Menor, perteneciente a Xiaoling.
Constelación de Casiopea, perteneciente a Erda.

#### Santos de Bronze
- Seiya de Pegaso (天馬座の星矢 Pegasasu no Seiya?)

Protagonista principal del manga y anime de Kurumada. Santo de Bronce de Pegaso que participa en el torneo galáctico por obligación, su único deseo es encontrar a su hermana desaparecida Seika. En Saintia Shō, aparece en el capítulo 14 dándole en donde conversa Shōko convirtiéndose en una inspiración para ella una razón más para seguir siendo una Saintia y luchar, Shoko es testigo del combate combate de Seiya en contra de Shiryū de Dragón, y su historia sigue el mismo rumbo que el manga original, logrando salvar a Saori en las doce casas y derrotando a Saga de Géminis, quedando junto con los Santos de Bronce en cuidados intensivos.
- Jabu de Unicornio (一角獣星座(ユニコーン)の邪武ロ Yunikon no Jabu?)

Santo de Bronce de Unicornio, fiel a Saori Kido desde su más tierna infancia. Aparece en Saintia Shō cuando Toki ataca la mansión Kido pero logra derrotarlo sin muchos problemas.
- Shinato de Ave del Paraíso (風鳥座のパラダイス Apusu no Shinato?)

Es la Santo de Bronce de Ave del Paraíso durante la guerra entre Athena y Eris y una habitantes de la Montaña Togakushi, y junto a Mirai, son los encargados de recibir a los aspirantes de Saints para que su maestra Mayura de Pavo los entrene.
- Mirai de Can Menor (小犬座（カニスミノル) ミライ Kanisu Minoru no Mirai?)

Es el Santo de Canis Minor durante la guerra entre Athena y Eris y uno de los alumnos de la maestra Mayura. Él junto a su compañera de entrenamiento Shinato y su maestra Mayura habitan en la Montaña Togakushi donde los dos aspirantes reciben las enseñanzas de su maestra hasta el día que convirtieron en Saints.

#### Santos de Plata
- Marín del Águila (鷲星座（イーグル）の魔鈴 Īguru no Marin?)

Santo de Plata del Águila, quien fue maestra de Seiya en el manga y anime original. En Saintia Shō aparece para entrenar a las Saintias a quienes en un principio vence con facilidad, a la vez que les explica la importancia de ser un Santo de Athena.
- Mayura de Pavo Real  (孔雀座•パーヴォのマユラ Kujakuza•Pāvo no Mayura?)

Santa de plata de Pavo Real. Maestra de Shōko. A pesar de tener su cuerpo incapacitado (permanece en silla de ruedas), Mayura es reconocida por poseer un poderoso cosmos. Vive en la Montaña Togakushi, donde entrena a sus dos aprendices, Shinato y Mirai.
- George de la Cruz del Sur (サザンクロス座のゲオルク Sazan Kurosu no Georuku?)

Santo de plata, fiel al maestro del Santuario y considerado por éste como uno de los santos de plata más leales. 
- Juan de Scutum o Escudo (盾座のユアン Tateza no Yuan?)

Juan es un santo de plata considerado por el maestro, como uno de los santos de su categoría más leales al Santuario. 
- Rigel de Orion (オリオン座のリゲル Orionza no Rigeru?)

Rigel fue un Santo de plata que desapareció repentinamente del Santuario por causas desconocidas. Aparece en la historia como traidor a Athena y servidor de la diosa Eris debido a que fue convertido en fantasma por esta, se enfrenta a Milo de Escorpión en un difícil combate hasta la aparición de la diosa Eris. 

#### Santos de Oro
- Saga de Géminis (ジェミニのさが Gemini no Saga?)

Santo de oro de Géminis y principal villano del primer arco del manga y anime de Kurumada. Es el Patriarca/Papa(教皇, Kyōkō), quien es la autoridad humana máxima del Santuario y que tomo dicho cargo después de asesinar al antiguo maestro. En Saintia Shō, encomienda a Milo de Escorpión la misión detener la amenaza de Eris, cosa que cumple con éxito, después ordena a los Santos de Plata liderados por Katya viajar a Japón para secuestrar a Athena. Con el fracaso de estos decide enviar a Afrodita de Piscis quien logra secuestrar a Saori Kido. Saga trata de matarla pero su parte bondadosa le salva la vida enviándola de regreso Japón con otra dimensión. Después de ello, su historia sigue la misma línea del manga original hasta su derrota, arrepentimiento y suicidio.
- Deathmask de Cáncer ((蟹座（キャンサー）のデスマスク Kyansā no Desumasuku?)

Santo de Oro de Cáncer, uno de los Santos más perversos del Santuario. En Saintia Shō ataca la academia de Saintias a la que destruye con facilidad, luego se enfrenta a Erda de Casiopea a quien también vence.
- Aioria de Leo (狮子座(レオ)のアイオリア Reo no Aioria?)

Santo de Oro leal a Athena y al Maestro del Santuario, vive con el estigma de ser el hermano menor del santo traidor al Santuario, Aioros de Sagitario, muerto trece años atrás.
- Milo de Escorpio (スコーピオンのミロ Sukōpion no Miro?)

Uno de los doce Santos de Oro o Caballeros Dorados. Milo fue el Santo de Oro que salvó la vida de Shōko en el pasado. Es fiel al maestro que gobierna el Santuario de Athena en Grecia. En Saintia Shō, es enviado por Saga a combatir a la diosa Eris en donde se volverá a encontrar con Shōko salvándole la vida de Phonos, luego se enfrenta a Rigel de Orión hasta que son interrumpidos por Eris, para luego observar le poder de Shōko y Atenea juntas. Más adelante, su historia sigue la línea del manga original hasta la batalla de las doce casas en donde no es vencido por Hyōga de Cisne. 
- Aioros de Sagitario (射手座のアイオロス Sajitariasu no Aiorosu?)

Santo de Oro leal a Athena muerto hace trece años. Protegió con su vida a la reencarnación actual de la diosa, Saori Kido, cuando era un bebé y a la cual sigue protegiendo en espíritu. Es considerado un traidor dentro del Santuario, incluso por su propio hermano Aioria, el Santo de Oro de Leo. En Saintia Shō, su espíritu dentro de la Armadura Dorada de Sagitario sigue protegiendo a Saori de los sirvientes de Eris cuando tratan de atacarla. 
- Afrodita de Piscis (魚座のアフロディーテ Pisukesu no Afurodīte?)

Santo de Oro guardián del templo de Piscis. Es leal al maestro del Santuario. Secuestra a Saori llevándola desde Japón hasta el Santuario derrotando de paso a Shōko con sus rosas. Después de ello, sigue la línea del manga original hasta su muerte a manos de Shun de Andrómeda, quien vengo la muerte de su maestro.

#### Dryades de Eris
- Eris (エリス Erisu?)

Diosa Griega de la Discordia, enemiga mortal de Athena desde la era del mito. Fue encerrada por ésta en su último enfrentamiento en algún lugar remoto del Universo, pero logra regresar adoptando la forma de una manzana dorada. Madre de los Dryades que conforman su ejército, los cuales desean despertar a Eris en todo su poder para sembrar la Tierra de discordia y caos. Al principio busca tomar el cuerpo de Shōko pero se acaba apoderando del cuerpo de su hermana Kyōko el cual es llevado a su templo para poder despertar dentro de ella, cosa que logra en el tomo 3 del manga. Una vez despierta, trata de derrotar a los Santos de Athena que se habían hecho presente para combatirla, pero es con la combinación de los poderes Shōko y Athena que Eris es derrotada.
- Atë (アテ Ate?)

Lidera el ejército de Eris. Es la encargada de llevar a cabo los preparativos para la resurrección de su diosa y madre. 
- Phonos (フォノス Fonosu?)

Hermano de Atë. Ayuda a su hermana en el objetivo de devolver a su madre todo su poder y encontrar un "recipiente" humano para albergar al espíritu de Eris. 
- Emony (エモニ Emoni?)

Hermana menor de Atë y Phonos. Junto con Toki, ataca la mansión Kido pero es detenida por Mii de Delphinus.
- Toki (斗樹 Toki?)

Fue uno de los huérfanos de la fundación Graude, pero que adquirió un fuerte resentimiento en contra de esta. Convertido en fantasma, trata de atacar la mansión Kido, pero es derrotado por Jabu de Unicornio, aunque muere con el alma redimida por obra de Saori.

#### Personajes Secundarios
- Rumi ルミ (rumi?)

La mejor amiga de Shōko en el instituto.
- Padre de Shōko

Nombre desconocido. Dedica toda su vida a practicar el karate en Dojo. Es el padre de Shōko y Kyoko. Mando a esta última de viaje por un acuerdo con la Fundación Graude cuando le ofrecieron la beca de estudios. Aunque quiere muchísimo a su hija, tiene muy poca delicadeza con ella, como entrar en su habitación sin llamar.

### Personajes de Saint Seiya
- Tatsumi Tokumaru (辰巳徳丸 Tokumaru Tatsumi?)

Fue el mayordomo y mano derecha de Mitsumasa Kido, abuelo de Saori. Tras su muerte, Tatsumi pasa a ser mayordomo y principal asistente de la nieta de éste. En Saintia Shō, cumple con el mismo deber y es atacado por Xiaoling al ser confundido por un sospechoso.

### Personajes deSaint Seiya Next Dimension
- Artemis
- Calisto
- Hécate
- Satélites

## Contenido de la obra

### Manga
Fueron publicados un prólogo y 86 capítulos, los cuales fueron compilados en dieciséis volúmenes en formato tankōbon. Los capítulos se publican bajo el título de "Stage" en la revista Champion Red de la editorial japonesa Akita Shoten. El manga ha sido licenciado en otros países fuera de Japón por diversas editoriales, tales como Editorial Ivrea en Argentina y España, Panini Manga en México y Editora JBC en Brasil.
| Volumen 1 | ISBN | Publicado                                                                           |
| Volumen 1 | ISBN 978-4-253-23593-8 | 6 de diciembre de 2013 16 de junio de 2017 14 de julio de 2017 6 de febrero de 2019 |
| | |                                                                                     |
| Contiene los capítulos: - 1. Shōko y Kyōko (翔子と響子 Shōko a Kyoko?) - 2. Las saintias de Athena (女神(アテナ)の聖闘少女(セインティア) Athena no Seintia?) - 3. La Dryade Atë (邪精霊アテ Jaseirei Ate?) - 4. Destino (宿命 Shukumei?) | Contiene los capítulos: - 1. Shōko y Kyōko (翔子と響子 Shōko a Kyoko?) - 2. Las saintias de Athena (女神(アテナ)の聖闘少女(セインティア) Athena no Seintia?) - 3. La Dryade Atë (邪精霊アテ Jaseirei Ate?) - 4. Destino (宿命 Shukumei?) | Personaje de la carátula Shoko de Equuleus Esquema Cloth de Caballo Menor           |

| Volumen 2 | ISBN | Publicado                                                                          |
| Volumen 2 | ISBN 978-4-253-23594-5 | 20 de junio de 2014 21 de julio de 2017 8 de septiembre de 2017 3 de abril de 2019 |
| | |                                                                                    |
| Contiene los capítulos: - 5. La decisión de cada una (それぞれの決意 Sorezore no Ketsui?) - 6. Semillas del Mal (邪悪なる種子神 Ja'akunaru Shushi?) - 7. Vicio y Virtud (正と邪 Masa to Ja?) - 8. Reencuentro (再会 Saikai?) | Contiene los capítulos: - 5. La decisión de cada una (それぞれの決意 Sorezore no Ketsui?) - 6. Semillas del Mal (邪悪なる種子神 Ja'akunaru Shushi?) - 7. Vicio y Virtud (正と邪 Masa to Ja?) - 8. Reencuentro (再会 Saikai?) | Personaje de la carátula Shoko de Equuleus Saori Kido Esquema Cloth de Delfín      |

| Volumen 3 | ISBN | Publicado                                                                             |
| Volumen 3 | ISBN 978-4-253-23595-2 | 20 de octubre de 2014 25 de agosto de 2017 24 de noviembre de 2017 5 de junio de 2019 |
| | |                                                                                       |
| Contiene los capítulos: - 9. Un corazón que se niega a abandonar (あきらめない心 Akiramenai Kokoro?) - 10. El guerrero de oro (黄金の戦士 Ōgon no Senshi?) - 11. La estrella de la traición (裏切りの星 Uragiri no Hoshi?) - 12. Conclusión (決着 Kecchaku?) | Contiene los capítulos: - 9. Un corazón que se niega a abandonar (あきらめない心 Akiramenai Kokoro?) - 10. El guerrero de oro (黄金の戦士 Ōgon no Senshi?) - 11. La estrella de la traición (裏切りの星 Uragiri no Hoshi?) - 12. Conclusión (決着 Kecchaku?) | Personaje de la carátula Shoko de Equuleus Milo de Escorpio                           |

| Volumen 4 | ISBN | Publicado |
| Volumen 4 | ISBN 978-4-253-23596-9 | 20 de febrero de 2015 6 de octubre de 2017 19 de enero de 2018 7 de agosto de 2019                           |
| | | |
| Contiene los capítulos: - 13. Galaxian Wars (銀河戦争 Gyarakushian Wōzu?) - 14. Como un Pegaso (ペガサスのように Pegasasu no Yōni?) - 15. Los asesinos del Santuario (聖域からの刺客 Seiiki kara no shikaku?) Originalmente titulado Katya (カティア Katia?) en la revista Champion Red - 16. Invitación con aroma a rosas (薔薇香る招待 Bara kaoru shōtai?) Originalmente titulado Afrodita (アフロディーテ Afurodīte?) en la revista Champion Red | Contiene los capítulos: - 13. Galaxian Wars (銀河戦争 Gyarakushian Wōzu?) - 14. Como un Pegaso (ペガサスのように Pegasasu no Yōni?) - 15. Los asesinos del Santuario (聖域からの刺客 Seiiki kara no shikaku?) Originalmente titulado Katya (カティア Katia?) en la revista Champion Red - 16. Invitación con aroma a rosas (薔薇香る招待 Bara kaoru shōtai?) Originalmente titulado Afrodita (アフロディーテ Afurodīte?) en la revista Champion Red | Personaje de la carátula Shoko de Equuleus Seiya de Pegaso Esquema Cloth de Osa Menor Cloth de Corona Boreal |

| Volumen 5 | ISBN | Publicado                                                                           |
| Volumen 5 | ISBN 978-4-253-23597-6 | 20 de mayo de 2015 30 de noviembre de 2017 27 de abril de 2018 9 de octubre de 2019 |
| | |                                                                                     |
| Contiene los capítulos: - 17. El bien y el mal (善と悪 Zen to Aku?) - 18. Sombras reptantes (蠢(うごめ)く影 Ugomeku kage?) Originalmente titulado Erda (エルダ Eruda?) en la revista Champion Red - 19. La víspera de la batalla decisiva (決戦前夜 Kessen Zen'ya?) - 20. Corazón que sigue de frente (向かう心 Mukau Kokoro?) - 21. Batalla mortal en las doce casas (十二宮の死闘 Jūnikyū no Shitō?) | Contiene los capítulos: - 17. El bien y el mal (善と悪 Zen to Aku?) - 18. Sombras reptantes (蠢(うごめ)く影 Ugomeku kage?) Originalmente titulado Erda (エルダ Eruda?) en la revista Champion Red - 19. La víspera de la batalla decisiva (決戦前夜 Kessen Zen'ya?) - 20. Corazón que sigue de frente (向かう心 Mukau Kokoro?) - 21. Batalla mortal en las doce casas (十二宮の死闘 Jūnikyū no Shitō?) | Personaje de la carátula Saori Kido Saga de Géminis Esquema Cloth de Casiopea       |

| Volumen 6 | ISBN | Publicado                                                                                    |
| Volumen 6 | ISBN 978-4-253-23598-3 | 20 de octubre de 2015 8 de febrero de 2018 27 de julio de 2018 11 de diciembre de 2019       |
| | |                                                                                              |
| Contiene los capítulos: - 22. La resurrección de Eris (復活のエリス Fukkatsu no Erisu?) - 23. El templo del árbol maligno (邪樹の神殿 Jaju no Shinden?) - 24. El jardín de la malicia (悪意の庭 Akui no Niwan?) - 25. Juramento (誓い Chikai?) - 26. Los protectores (護り人たち Mamori Hito-tachi?) | Contiene los capítulos: - 22. La resurrección de Eris (復活のエリス Fukkatsu no Erisu?) - 23. El templo del árbol maligno (邪樹の神殿 Jaju no Shinden?) - 24. El jardín de la malicia (悪意の庭 Akui no Niwan?) - 25. Juramento (誓い Chikai?) - 26. Los protectores (護り人たち Mamori Hito-tachi?) | Personaje de la carátula Saori Kido Shoko de Equuleus Eris Esquema Cloth de Caballo Menor V2 |

| Volumen 7 | ISBN | Publicado                                                                                               |
| Volumen 7 | ISBN 978-4-253-23599-0 | 18 de marzo de 2016 5 de abril de 2018 30 de noviembre de 2018 3 de febrero de 2020                     |
| | | |
| Contiene los capítulos: - 27. La manzana dorada (黄金の林檎 Ōgon no Ringo?) - 28. Maldición (呪縛 Jubaku?) - 29. Inmersión (突入 Totsunyū?) - 30. Sentimiento de rivalidad (相克の想い Sōkoku no Omoi?) - Historia Extra (EXTRA STORY) | Contiene los capítulos: - 27. La manzana dorada (黄金の林檎 Ōgon no Ringo?) - 28. Maldición (呪縛 Jubaku?) - 29. Inmersión (突入 Totsunyū?) - 30. Sentimiento de rivalidad (相克の想い Sōkoku no Omoi?) - Historia Extra (EXTRA STORY) | Personaje de la carátula Saga de Géminis Aioria de Leo Milo de Escorpio Eris Esquema Cloth de Pavo Real |

| Volumen 8 | ISBN | Publicado                                                                      |
| Volumen 8 | ISBN 978-4-253-23600-3 | 8 de junio de 2016 2 de agosto de 2018 21 de marzo de 2019 15 de abril de 2020 |
| | |                                                                                |
| Contiene los capítulos: - 31. Torbellino de conflictos (争いの渦 Arasoi no Uzu?) - 32. Encuentro fortuito (邂逅 Kaigō?) - 33. Star Hill (星降る丘にて Hoshifuru Oka nite?) - 34. El Templo de la Luna (月の神殿 Tsuki no Shinden?) | Contiene los capítulos: - 31. Torbellino de conflictos (争いの渦 Arasoi no Uzu?) - 32. Encuentro fortuito (邂逅 Kaigō?) - 33. Star Hill (星降る丘にて Hoshifuru Oka nite?) - 34. El Templo de la Luna (月の神殿 Tsuki no Shinden?) | Personaje de la carátula Shoko de Equuleus Saga de Géminis Eris Esquema        |

| Volumen 9 | ISBN | Publicado |
| Volumen 9 | ISBN 978-4-253-23601-0 | 20 de diciembre de 2016 4 de octubre de 2018 26 de julio de 2019                                                               |
| | | |
| Contiene los capítulos: - 35. Momento de decisión (萌芽 Hōga?) - 36. Odio y envidia (仇敵 Kyūteki?) - 37. En el Santuario (聖域にて Sankuchuari Nite?) - 38. Intoxicación y admiración (執心 Shūshin?) - 39. En lo profundo del bosque antiguo (古の森の奥 Ko no Mori no Oku?) - 40. Estrella especial (特別な星 Tokubetsuna Hoshi?) | Contiene los capítulos: - 35. Momento de decisión (萌芽 Hōga?) - 36. Odio y envidia (仇敵 Kyūteki?) - 37. En el Santuario (聖域にて Sankuchuari Nite?) - 38. Intoxicación y admiración (執心 Shūshin?) - 39. En lo profundo del bosque antiguo (古の森の奥 Ko no Mori no Oku?) - 40. Estrella especial (特別な星 Tokubetsuna Hoshi?) | Personaje de la carátula Shoko de Equuleus Mii de Delfín Erda de Casiopea Xiaoling de Osa Menor Katya de Corona Boreal Esquema |

| Volumen 10 | ISBN | Publicado                                                            |
| Volumen 10 | ISBN 978-4-253-23602-7 | 18 de agosto de 2017 13 de diciembre de 2018 20 de diciembre de 2019 |
| | |                                                                      |
| Contiene los capítulos: - 41. Cometa Repulse (彗星レパルス Suisei Revurusu?) - 42. Invasión (侵攻 Shinkō?) - 43. La diosa capturada (囚われの女神 Toraware no megami?) - 44. El deber de las Saintias (聖闘少女のつとめ?) - 45. Karma (因縁 In'nen?) - 46. El celestial Edén (天上のエデン Tenjō no eden?) Originalmente titulado "Para el escenario de la batalla" (闘いの舞台へ Tatakai no butai e?) en la revista Champion Red | Contiene los capítulos: - 41. Cometa Repulse (彗星レパルス Suisei Revurusu?) - 42. Invasión (侵攻 Shinkō?) - 43. La diosa capturada (囚われの女神 Toraware no megami?) - 44. El deber de las Saintias (聖闘少女のつとめ?) - 45. Karma (因縁 In'nen?) - 46. El celestial Edén (天上のエデン Tenjō no eden?) Originalmente titulado "Para el escenario de la batalla" (闘いの舞台へ Tatakai no butai e?) en la revista Champion Red | Personaje de la carátula Shoko de Equuleus Saori Kido Eris Esquema   |

| Volumen 11 | ISBN | Publicado                                                             |
| Volumen 11 | ISBN 978-4-253-23881-6 | 20 de febrero de 2018 7 de marzo de 2019 20 de marzo de 2020          |
| | |                                                                       |
| Contiene los capítulos: - 47. La profundidad del abismo (奈落の底 Naraku no soko?) - 48. Desafío (挑戦 Chōsen?) - 49. La llama de la justicia (正義の炎 Seigi no honō?) Originalmente titulado "Odio" (憎しみ Nikushimi?) en la revista Champion Red - 50. La voz de la destrucción (滅びの声 Horobi no koe?) - 51. El aniversario (抗うもの Aragau mono?) - 52. Alma dorada (黄金の魂 Kogane no tamashī?) | Contiene los capítulos: - 47. La profundidad del abismo (奈落の底 Naraku no soko?) - 48. Desafío (挑戦 Chōsen?) - 49. La llama de la justicia (正義の炎 Seigi no honō?) Originalmente titulado "Odio" (憎しみ Nikushimi?) en la revista Champion Red - 50. La voz de la destrucción (滅びの声 Horobi no koe?) - 51. El aniversario (抗うもの Aragau mono?) - 52. Alma dorada (黄金の魂 Kogane no tamashī?) | Personaje de la carátula Deathmask de Cáncer Erda de Casiopea Esquema |

| Volumen 12 | ISBN | Publicado                                                               |
| Volumen 12 | ISBN 978-4-253-23882-3 | 20 de diciembre de 2018                                                 |
| | |                                                                         |
| Contiene los capítulos: - 53. Caído del cielo (天より降るもの Ten yori furu mono?) - 54. Invitación a la desesperación (絶望への誘い Zetsubō e no sasoi?) - 55. Juego de perdedores (敗者のゲーム Haisha no gēmu?) - 56. Olvido (忘却 Bōkyaku?) - 57. Cicatriz (傷跡 Kizuato?) - 58. Triste determinación (悲しき決意 Kanashiki ketsui?) - 59. Deshielo (雪解け Yukidoke?) | Contiene los capítulos: - 53. Caído del cielo (天より降るもの Ten yori furu mono?) - 54. Invitación a la desesperación (絶望への誘い Zetsubō e no sasoi?) - 55. Juego de perdedores (敗者のゲーム Haisha no gēmu?) - 56. Olvido (忘却 Bōkyaku?) - 57. Cicatriz (傷跡 Kizuato?) - 58. Triste determinación (悲しき決意 Kanashiki ketsui?) - 59. Deshielo (雪解け Yukidoke?) | Personaje de la carátula Katya de Corona Boreal Saga de Géminis Esquema |

| Volumen 13 | ISBN | Publicado                                                                |
| Volumen 13 | ISBN 978-4-253-23883-0 | 20 de agosto de 2019                                                     |
| | |                                                                          |
| Contiene los capítulos: - 60. Un deseo y su costo (願いと代償 Negai to daishō?) Originalmente titulado Compensación por un deseo (願いの代償 Negai no daishō?) en la revista Champion Red - 61. Lujuria (渇望 Katsubō?) - 62. Primera estrella (一番星 Ichiban hoshi?) - 63. La llama de dolor (悲愴の炎 Hisō no honō?) Originalmente titulado El veneno del deseo (願いの毒 Negai no doku?) en la revista Champion Red - 64. Flor infructífera (徒花 Adabana?) - 65. Guía hacia la ruina (破滅への導き Hametsu e no michibiki?) | Contiene los capítulos: - 60. Un deseo y su costo (願いと代償 Negai to daishō?) Originalmente titulado Compensación por un deseo (願いの代償 Negai no daishō?) en la revista Champion Red - 61. Lujuria (渇望 Katsubō?) - 62. Primera estrella (一番星 Ichiban hoshi?) - 63. La llama de dolor (悲愴の炎 Hisō no honō?) Originalmente titulado El veneno del deseo (願いの毒 Negai no doku?) en la revista Champion Red - 64. Flor infructífera (徒花 Adabana?) - 65. Guía hacia la ruina (破滅への導き Hametsu e no michibiki?) | Personaje de la carátula Xiaoling de Osa Menor Shoko de Equuleus Esquema |

| Volumen 14 | ISBN | Publicado                                                 |
| Volumen 14 | ISBN 978-4-253-23884-7 | 17 de septiembre de 2020                                  |
| | |                                                           |
| Contiene los capítulos: - 66. Alas de esperanza (希望の翼 Kibō no tsubasa?) - 67. Un deseo a un meteoro (願いの流星 Negai no ryūsei?) - 68. La hoja del duelo (闘争の刃 Tōsō no ha?) - 69. Corazón inquebrantable (折れない心 Orenai kokoro?) - 70. La flor del juramento (誓いの花 Chikai no hana?) - 71. El corazón de Athena (アテナの心 Atena no kokoro?) - 72. Despertar (目覚め Mezame?) | Contiene los capítulos: - 66. Alas de esperanza (希望の翼 Kibō no tsubasa?) - 67. Un deseo a un meteoro (願いの流星 Negai no ryūsei?) - 68. La hoja del duelo (闘争の刃 Tōsō no ha?) - 69. Corazón inquebrantable (折れない心 Orenai kokoro?) - 70. La flor del juramento (誓いの花 Chikai no hana?) - 71. El corazón de Athena (アテナの心 Atena no kokoro?) - 72. Despertar (目覚め Mezame?) | Personaje de la carátula Mii de Delfín Saori Kido Esquema |

| Volumen 15 | ISBN | Publicado                                    |
| Volumen 15 | ISBN 978-4-253-23885-4 | 20 de abril de 2021                          |
| | |                                              |
| Contiene los capítulos: - 73. La bruja del paraíso (楽園の魔女 Rakuen no majo?) - 74. La llama viva (宿る炎 Yadoru honō?) - 75. Batalla de hermanos (戦いの兄妹 Tatakai no kyōdai?) - 76. El despertar del dios de la guerra (戦神覚醒 Senjin kakusei?) - 77. Game Over (ゲームオーバー Gēmu Ōbā?) - 78. La flecha de la determinación (決意の矢 Ketsui no ya?) - 79. Lápida sepulcral (墓標 Bohyō?) - 80. Las profundidades de las tinieblas (闇の深 Yami no fuka?) - 81. La justicia de los Saints (聖闘士の正義 Seinto no seigi?) | Contiene los capítulos: - 73. La bruja del paraíso (楽園の魔女 Rakuen no majo?) - 74. La llama viva (宿る炎 Yadoru honō?) - 75. Batalla de hermanos (戦いの兄妹 Tatakai no kyōdai?) - 76. El despertar del dios de la guerra (戦神覚醒 Senjin kakusei?) - 77. Game Over (ゲームオーバー Gēmu Ōbā?) - 78. La flecha de la determinación (決意の矢 Ketsui no ya?) - 79. Lápida sepulcral (墓標 Bohyō?) - 80. Las profundidades de las tinieblas (闇の深 Yami no fuka?) - 81. La justicia de los Saints (聖闘士の正義 Seinto no seigi?) | Personaje de la carátula Saga (Ares) Esquema |

| Volumen 16 | ISBN | Publicado                                                     |
| Volumen 16 | ISBN 978-4-253-23886-1 | 20 de enero de 2022                                           |
| | |                                                               |
| Contiene los capítulos: - 82. Llamada (呼び声 Yobigoe?) - 83. ¡¡Gran reunión!! (大集結!! Dai shūketsu!!?) - 84. El deseo de ella (彼女の願い Kanojo no negai?) - 85. Corazón acogedor (寄り添う心 Yorisou kokoro?) - 86. Poder para creer (信じあう力 Shinji au chikara?) | Contiene los capítulos: - 82. Llamada (呼び声 Yobigoe?) - 83. ¡¡Gran reunión!! (大集結!! Dai shūketsu!!?) - 84. El deseo de ella (彼女の願い Kanojo no negai?) - 85. Corazón acogedor (寄り添う心 Yorisou kokoro?) - 86. Poder para creer (信じあう力 Shinji au chikara?) | Personaje de la carátula Shoko de Equuleus Saori Kido Esquema |

Capítulos aún sin compilar:
- 00. Prólogo (プロローグ Purorōgu?) - publicado el 19 de julio de 2013.

### Anime
Una adaptación animada en forma de ONA se ha anunciado. La serie comenzó a transmitirse el 10 de diciembre de 2018 y finalizó el 18 de febrero de 2019. La serie está producida por Toei Animation y la animación hecha por Gonzo y dirigida por Masato Tamagawa, con Ikuko Takahashi manejando la composición de la serie. Keiichi Ishikawa y Ayana Hishino manejaron los diseños de personajes. Toshihiko Sahashi está componiendo la música de la serie. Toei Animation produjo la serie. El tema de apertura es "The Beautiful Brave", interpretado por Aina Suzuki, Mao Ichimichi, Inori Minase y Megumi Nakajima. El anime no adapta todo el manga pero sólo los 6 primeros volúmenes de Saintia Sho, así que está inacabado.

### Lista de episodios
| N.° | Título | Estreno                 |
| --- | --- | ----------------------- |
| 1 | «¡Las hermanas del destino! Shoko y Kyoko» «Shukumei no Shimai! Shōko to Kyōko» (宿命の姉妹！翔子と響子)                                                        | 10 de diciembre de 2018 |
| Las hermanas Shoko y Kyoko son salvadas por Milo de Escorpio en un lugar conocido como El Edén Oscuro, donde se revela que estas están destinadas a un oscuro destino, siendo este la resurrección de un malvado Dios. Shoko es una joven atleta, quien va al instituto con Saori Kido, heredera de la fundación Graude. Más tarde y tras el ataque de un enemigo se revela que su hermana desaparecida hace 5 años ahora es una Saintia, siendo su constelación el Caballo Menor Equluus y Saori es Atenea. Mii del Delfín es otra Saintia. Tras el sacrificio de su hermana Kyoko esta decide convertirse em la guardia femenina personal de Atenea, una Saintia cargando con ella la armadura del Equluus. | |                         |
| 2 | «¡La decisión de cada una! La diosa y las Saintias» «Sorezore no Ketsui! Megami to Seintia» (それぞれの決意！女神と聖闘少女)                                    | 17 de diciembre de 2018 |
| Shoko llega a un lugar donde los caballeros han sido entrenados en un tiempo récord. Ahí la maestra es capaz de ver que el mal se encuentra en su interior consiguiendo deshacerse de él, mostrando a su vez la convicción de Shoko, Al mismo tiempo se ve a Saori insegura por su figura de Atenea, ya que se siente culpable de las guerras por culpa de las acusaciones del enemigo, sumado al hecho de que ante ella se presenta un antiguo chico del orfanato Toki quien ahora convertido en fantasma por su muerte en su entrenamiento como caballero ataca a Saori siendo salvada por Jabu del Unicornio mostrando el primero arrpentimiento. Aioria de Leo y Milo de Escorpio comentan como el mal se está expandiendo por el mundo. | |                         |
| 3 | «¡Floreciendo en la oscuridad! Las Dryades de Eris» «Yami ni Saku! Erisu no Doriādo-tachi» (闇に咲く！エリスの邪精霊たち)                                       | 24 de diciembre de 2018 |
| Saori es atacada y se descubre que Atenea selló a quien ellos llaman Madre en la época del mito en una manzana dorada, confinada en el final del universo. Tras ser enviada por su maestrwa Mayus, quien es ahora Shoko de Equluus salva a Atenea logrando perseguir al enemigo hasta su base cuando este trataba de huir. El Patriarca siente el regreso de la diosa Eris y Milo le solicita ir a arreglar ese problema. | |                         |
| 4 | «¡Un reencuentro triste! Se cortan los lazos de las hermanas» «Kanashimi no Saikai! Hedatareta Shimai no Kizuna» (哀しみの再会！隔たれた姉妹の絆)               | 7 de enero de 2019      |
| En la base enemiga aparece un enemigo quien resulta ser la que enfrentó Milo hace varios años ahora notablemente más joven. Aunque esta ataca a Milo la derrota fácilmente con su Uña Escarlata. Tras esto aparece Rigel de Orion, quien ahora está del lado de Eris tras abandonar el Santuario con el único objetivo de proteger a Kyoko el receptáculo de Eris. Milo lo derrota. Shoko le dice a Milo que confíe en ellas, ya que llegaron hasta ahí por la confianza de este cuando las salvó de pequeñas. A su vez este descubre que las santias ha sido enviadas por Atenea (de quién el desconocía la existencia). Eris es derrotada por Milo, mientras Saori llora por las muertes. | |                         |
| 5 | «¡Vuela! Como Pegaso» «Tobe! Pegasasu no Yō ni» (翔べ！ペガサスのように)                                                                                        | 14 de enero de 2019     |
| Tras la muerte de Eris, Saori le dice a Shoko que esta ya no necesita seguir luchando por lo que le es retirada la armadura de Equeluus. Ese mismo día se encuentra con Seiya de Sagitario, su constelación hermana, quien logra que su colgante no se caiga al río, inspirandole el hecho de que el también luche por encontrar a su hermana. Se nos presenta a Xiaoling de la Osa Menor, una nueva Santia. En el Santuario el Patriarca da el aviso de una falsa Atenea, quien organiza un torneo entre caballeros, por lo que desde el Santuario creen que es ilegítima, ya que los caballeros no pueden luchar entre sí. Dándole más peso a la teoría la aparición de Katya de la Corona Boreal, una Santia quien cree en el Patriarca. Este envía a la santia y a los caballeros de plata de la Cruz del Sur y del Escudo. Afrodita de Piscis desea ir, pero no le es permitido por el Patriarca. Ya en su casa be como Seiya lucha en el primer combate del Torneo Galáctico, por lo que decide ir a verle en su pelea contra Shiryu del Dragon donde se inspira para emular a Pegaso y ejecutar los Meteoros de Equluus cuando los caballeros de Plata y Katya intentan acabar con Atenea. En esto Mayura del Pavo les teletransporta y acaba con los enemigos pero en la nueva localización aparece Afrodita de Piscis haciendo que todos se desmayen y secuestrando a Ateneal | |                         |
| 6 | «¡Almas enfrentadas! Saori contra el Patriarca» «Semegiau Tamashī! Saori tai Kyōkō» (せめぎ合う魂！沙織vs.教皇)                                                 | 21 de enero de 2019     |
| Mayura se lleva a una arrepentida Katya, diciéndole a los caballeros de plata que digan que murió. Un arrepentido Saga de Géminis aparece arrodillado ante Atenea, diciéndole que acaba con el, pero ante la duda de esta la parte malvada de apodera de él, aunque parece que instantes antes le pidió a Afrodita que le llevase de nuevo a su mansión, diciéndole este que sin fuerza no conseguirá imponer su justicia. Deathmask de Cáncer destruye la Academia de saintias. Marin del Águila, maestra de Seiya pone a prueba a Xiaoling de la Osa Menor, Mii del Delfín y Shokoo, devolviendole finalmente la armadura de Equluus a esta, reparada por Mu. Estas defienden a Atenea cuando es atacada por fantasmas influenciados por Erin., apareciendo Shun de Andrómeda, diciendo que ira con Atenea al Santuario, junto al resto. Las sanintias llegas a donde se encuentra Mayura y los caballeros de bronce al Santuario, donde Atenea es atacada por una flecha. | |                         |
| 7 | «¡Combate a muerte en los Doce Templos! El hechizo de un espíritu maligno» «Jūnikyū no Shitō! Osorubeki Jarei no Genwaku» (十二宮の死闘！恐るべき邪霊の幻惑)    | 28 de enero de 2019     |
| Mientras los espíritus tratan de arrastrar el alma de Shoko, esta siente como el Cosmos de Atenea se va desvaneciendo. Esta ve una escena del pasado, donde el Patriarca prevé una nueva guerra por el nacimiento de la nueva Atenea, decidiendo ceder su puesto a uno de los dos caballeros de oro presentes. Aioros de Sagitario o Saga de Géminis, decidiéndose por el primero. Tras esto Saga a solas le pregunta al Patriarca por qué no pensó en él, respondiéndole que tiene un demonio en su interior, a lo que Géminis le responde que es cierto, cambiando su color de pelo de azul a gris y matando al Patriarca, decidiendo acabar también con Atenea para ser el dios del mundo. Mientras tanto se dan las batallas de las 12 casas con una Shoko inconsciente tras ver dicha revelación. Cuando Saga esta a punto de matar a Seiya, esta se comunica con Géminis mediante su Cosmos a lo que le recrimina sus acciones, mientras ve como el rostro del bien de su armadura llora. Saga alega que Saori no será capaz de defender la tierra. Tras esto y con la ayuda del Cosmos de sus compañeros Seiya logra darle un golpe a Saga que le permita conseguir tiempo para enfocar el escudo de Atenea hacia esta salvando su vida. Tras esto todos los caballeros le juran lealtad. El Cosmos de Erin es sentido de nuevo a lo que los caballero de oro deciden ir. Shoko es secuestrada y aparece ante ella Kyoko quien resulta ser Eris, la diosa de la discordia, amenazando con esparcir la semilla del mal por todo el mundo. Ante esta aparecen Milo de Escorpio y Atenea, siendo esta marcada con un sello maldito, el cual tras cubrir todo su cuerpo morirá. | |                         |
| 8 | «¡Combate de pesadilla! El puño del león arde» «Akumu no Gekitotsu! Moeagaru Shishi no Ken» (悪夢の激突！燃えあがる獅子の拳)                                    | 4 de febrero de 2019    |
| Rigel de Orion se encuentra vivo, ante Eris y una Atenea encerrada en la misma manzana dorada en la que esta fue enterrada. Aparece Mayura, que se revela que fue amiga de Olivia, la madre de Kyoko. Tras atacar esta a la diosa Eris acaba con Mayura. Todos en el Santuario se encuentran peleando y Shoko se encuentra cuidando del cuerpo real de Atenea mientras Milo va a confrontar a la diosa. Mientras Aioros se enfrenta primero a una ilusión de Aioria y tras salir de esta a un resucitado y malvado Saga, Mii del Delfín a Emony y Shoko de Equluus a Ate. En este último enfrentamiento aparece Mu de Aries derrotando al enemigo. Este teletransporta a Shoko. | |                         |
| 9 | «¡Torbellino de conflictos! La manzana dorada y la devoción de Orión» «Arasoi no Uzu! Ōgon no Ringo to Orion no Kenshin» (争いの渦！黄金の林檎とオリオンの献身) | 11 de febrero de 2019   |
| El Santuario es atacado pero Aldebaran de Tauro lo defiende. Este y Mu llegan a la conclusión de que el objetivo de Eris es hacer colisionar los dos Santaurios ya que el de esta diosa se encuentra levitando. Aparece Erda, maestra de Xiaoling salvando a esta y Katya a Mii. La pelea de Saga y Aioria sigue. Cuando Shoko llegue ante Kyoko, Rigel de Orion le dice que ella era quien estaba destinada a convertirse en Eris, iniciando una batalla. | |                         |
| 10 | «¡Resplandezcan, chicas! Tras una noche plegaria» «Kagayake Shōjo-tachi yo! Kedakaki Inori no Hate ni» (輝け少女たちよ！気高き祈りの果てに)                     | 18 de febrero de 2019   |
| Las 5 saintias llegan amte Kyoko, atacandola y logrando con sus Cosmos combinados liberar el alma de Atenea, haciendo presencia esta en el campo de batalla. Se descubre que el Eden, templo de Eris consigue más energía con las colisiones de los enfrentamientos. Tras esto Shoko se quita su armadura y decide ser el receptáculo de Eris, sujetando a Kioko por la espalda y elevando su Cosmos consigue explulsarla del cuerpo de su hermana, saliendo en forma de serpiente. Cuando se encuentra entrando en su nuevo recipiente la armadura de Equluus llega de nuevo a Shoko y Atenea con su báculo consigue encerrarla de nuevo. Milo de Escorpio y Aioria de Leo consiguen destruir el núcleo del Eden, dándose por concluida esta batalla. A su vez se descubre que Saga es el receptáculo de Ares, el dios de la Guerra. | |                         |

## Enlaces con otras obras de Saint Seiya[20]
En Saintia Sho aparecen algunos personajes de Saint Seiya Next Dimension, y también algunos lugares.

## Inconsistencias/contradicción e entre el anime de Saintia Sho y el anime de Saint Seiya 1986[21]
- En el anime de Saintia Sho, Seiya lleva una armadura diferente a la del anime de 1986.[22]

- En el anime de 1986, Saori Kido descubre que es Athena tras los acontecimientos de la Guerra Galaxian, mientras que en Saintia Sho la conoce incluso antes.[23]

- En el anime Saintia Sho hay un Santo de Oro que utiliza una técnica que, en el anime de 1986 dice haber usado por primera y única vez contra uno de los Santos de Bronce durante la batalla en las 12 casas. En Saintia Sho, sin embargo, utiliza esta técnica antes de estos acontecimientos.[24]